# Zico (rappeur)
Pour les articles homonymes, voir Zico (homonymie).
Wu Ji-ho (hangeul : 우지호 ; né le 14 septembre 1992), connu sous le nom de scène Zico (hangeul: 지코), est un rappeur, producteur, auteur-compositeur interprète sud-coréen leader du groupe Block B, signé chez le label Seven Seasons. Il a sorti un album solo intitulé Gallery, sorti en 2015.
Zico est connu pour ses compétences pour faire des crossover entre la scène hip-hop sud-coréenne et la musique mainstream, tout en maintenant sa réputation underground et son statut d'idole. Il est aussi producteur de K-pop et de hip-hop sud-coréen, noté K-hip-hop,,. En 2014, il était dans la seconde saison de l'émission Fashion King Korea avec un membre de son groupe Block B, P.O.Le 11 janvier 2019, Zico crée son propre label KOZ Entertainment.

## Vie et carrière

### Jeunesse et débuts de carrière
Zico est né dans l'arrondissement de Mapo-gu, à Séoul, en Corée du Sud, le 14 septembre 1992. Il était un major en Performance Vocale à la Seoul Music High School.
Il commence sa carrière musicale en tant que rappeur underground sous le nom de Nacseo (낙서), signifiant « gribouillis » en coréen. Il faisait partie d'un crew hip-hop avec RM, et a aussi fait partie de la scène hip-hop underground japonaise avec les crews « Dope Squad » et « Undisputed ».
En 2009, il débute officiellement dans un duo avec Park Kyung, nommé Harmonics et sortent le single digital The Letter. Également en 2009, il rejoint Stardom Entertainment. Il participe à la chanson d'IU Marshmallow et à celle de Cho PD Expectations for K-Hip Hop, et celle de Jung Seul Gi, Outsiders.
En 2010, il sort sa première mixtape, Zico on the Block. La mixtape a bien été reçue par la scène hip-hop sud-coréenne.

### 2011-2012: Block B et apparitions solo
Zico débute en tant que leader du groupe Block B le 15 avril 2011 avec leur premier single promotionnel Freeze. Zico a produit leur premier mini-album intitulé Welcome to the Block.
La même année, il figure dans le mini-album Bubble Pop! qui a lancé la carrière de Hyuna, sur le titre Just Follow. Il a assuré la promotion avec elle sur les émissions musicales coréennes de juillet à août. Il s'est rendu aux MTV EMAs de 2011 à Belfast en Irlande du Nord en tant que membre de Block B et le 27 novembre il commence à présenter le show radio interactif de la SBS-MTV Studio C! avec le duo de rappeurs Mighty Mouth. Zico a fait une apparition au cours du concert It's My Year II de Swings pour interpréter I'm Still Fly et Cocks.
En 2012, on le voit sur scène avec le groupe féminin Wink interprétant le morceau Stay in Shanghai sur Inkigayo le 19 février. Il s'est également produit au festival hip-hop All Force One le 21 juillet aux côtés de Dok2 et Beenzino. Le 24 octobre, il commence à co-présenter The Show qui passe sur SBS-MTV avec un autre membre de Block B, P.O. Au Mnet Asian Music Awards 2012, il prend part à une collaboration hip-hop appelée « Beats Rocks The World » avec des artistes tels que Loco, Double K, Davichi et Dynamic Duo. En octobre, il produit et sort sa seconde mixtape, Zico On The Block 1.5. En décembre, il co-produit le troisième mini-album de D-Unit. Cette année, il a intégré le Dong-ah Institute of Media and Arts en tant que major en théâtre.

### 2013: Diss songs
Zico a participé au concert de Phantom le 17 mai et au ONE Hiphop Festival le 7 septembre.
En août, Zico a été dissé dans la réponse de Deepflow (딥플로우) au morceau King Swings de Swings, une diss song posée sur l'instrumental de Control. Plus tard, le rappeur Aphelia a créé une diss song nommée Zicontrol, évoquant spécifiquement sa frustration de la popularité assurée de Zico en tant qu'idole, comparé à la difficulté d'être un artiste hip-hop seulement..
Le 18 octobre, Zico et P.O ont défilé à la Seoul Fashion Week pour la marque Dominic's Way du designer Song Hye-myung (송혜명). En novembre, Zico était dans le magazine IZE et a publiquement tweeté sur la manière dont l'intrusion des fans sasaeng dans sa vie l'ont forcé à changer continuellement de numéro de téléphone. Il s'est produit au SBS Gayo Daejeon 2013 en tant que membre d'une collaboration hip-hop entre le groupe MFBTY, Bang Yongguk du groupe B.A.P et Eun Jiwon.

### Depuis 2014: Débuts en tant qu'artiste solo et apparitions en tant que producteur
Fin mai 2014, après la catastrophe du ferry Sewol, Zico se rend aux funérailles d'une fan décédée dans l'incident et lui dédicace un rap lors du concert Blockbuster de Block B en 2014.
En juin, Hyomin du girlsband T-ara sort le mini-album Make Up produit par Brave Brothers, qui a apparemment plagié les paroles de Zico entendues sur des albums ou des mixtapes sorties avant. Elle nie les allégations, déclarant que les paroles en question étaient pour faire un hommage et qu'elle avait la permission de Zico de les utiliser. Elle ne l'a pas créditée en tant qu'auteur sur son mini-album,.
En juillet, Zico apparaît en tant que MC sur le Show! Music Core de MBC, et en tant que membre du casting sur Fashion King Korea Season 2. Il était en tête d'affiche au concert Freestyle Day 2014 qui s'est déroulé le 2 août à Uniqlo Ax. Il a aussi pris part à une performance spéciale avec Dynamic Duo pour le 10e anniversaire du M! Countdown où ils ont chanté Friday Night. Le 9 septembre, il produit la musique du S/S15 pour le show de Go Tae Yong à la New York Fashion Week et a plus tard collaboré avec lui pour la Seoul Fashion Week. Il a également participé au Hiphopplaya Show Weekend, un festival de hip-hop coréen à l'Itaewon Blue Square le 31 octobre. Zico a présenté l'Asia Song Festival 2014 aux côtés de Leeteuk des Super Junior et Minah des Girl's Day. Il a fait une collaboration sur scène avec Hyunseung du groupe Beast lors de ce festival.
Le 7 novembre, Zico débute officiellement en tant qu'artiste solo et sort le morceau Tough Cookie avec le rappeur Don Mills. Il a été critiqué pour porter dans le clip du morceau une veste avec le drapeau confédéré et pour les termes homophobiques que contiennent les paroles. Le label de Zico a directement répondu au problème en disant que l'implication homophobe du terme était fortuite et que Zico ne tenait aucun préjugé envers les minorités sexuelles.
Il a fait une performance collaborative sur scène avec Seo Taiji pour les 2014 Mnet Asian Music Awards, où ils ont interprété la chanson de Seo Taiji and Boys Come Back Home.
Le 13 février 2015, Zico sort le morceau Well Done, son deuxième single, avec la participation de Ja Mezz. En mars, il crée l'OST du S/S runway de Beyond Closet pour la New York Fashion Week de 2015. Il a également validé sa licence du Dong-Ah Institute of Media and Arts. Le même mois, Zico a rejoint l'équipe d'Unpretty Rapstar, une émission de compétition entre rappeuses, au second épisode pour produire des chansons,. Il a produit Up All Night pour la participante Yuk Ji-dam ; le refrain de la chanson est ensuite devenu une partie de la parodie du sketch Say It! Yes or No sur le show humoristique coréen Gag Concert. 
En mai 2015, il a été annoncé que Zico ferait partie de la saison entière de Show Me the Money 4 en tant que producteur avec Paloalto de Hi-Lite Records. Après un accident de voiture dans lequel Zico était le 8 juillet parce que le manager qui conduisait était ivre, Show Me the Money a déclaré qu'ils envisageaient de retirer Zico de sa place de producteur. Zico a été lavé de tout soupçon par la police et le show a continué avec lui. Il a produit le morceau Turtle Ship pour l'émission, qui a ensuite été suivi par Moneyflow qui est sortie le 7 août et Fear, sortie le 21 août.
En octobre, Zico sort sa propre version de Up All Night nommée Say Yes or No, accompagné des rappeurs Penomeco et The Quiett. Il a aussi participé à la chanson Traveler, la septième piste de l'album 4 Walls du groupe f(x). Son single Boys and Girls est sorti le 3 novembre et est resté la chanson numéro 1 du Gaon Digital Chart pendant tout le mois. En novembre, il sort son premier EP solo, Gallery, avec le titre phare Eureka.
Le 25 janvier 2016, Zico sort deux chansons, I Am You, You Are Me et It Was Love, avec Luna des f(x).
En 2018, Zico rompt son contrat avec Seaven Season mais restera actif en tant que membre de Block B..
Le 11 janvier 2019, Zico crée son propre label "KOZ Entertainment", "KOZ" étant l'abréviation de "King of the Zungle" le nom de sa dernière tournée. Zico annonce également vouloir aider d'autres artistes à débuter sur la scène musicale sud-coréenne grâce à son agence.
Le 28 février 2023, KOZ Entertainment annonce qu’elle fera débuter un groupe de garçon en Mai, BoyNextDoor. Le groupe fait ses débuts le 30 mai, Zico met en pause son activité entant qu'artiste pour se consacrer sur les débuts de son premier groupe. Il sera crédité parolier et producteur sur certaines des chansons du groupe, comme avec le titre "One and Only".

## Discographie

### Mixtapes/EPs
| Titre                                     |
| ----------------------------------------- |
| Lightning (18 mars 2010), avec Park Kyung |
| Ninja Files, avec Park Kyung              |
| Baton Track Chapter, avec Park Kyung      |
| Zico On The Block (19 novembre 2010)      |
| Zico on The Block 1.5 (17 octobre 2012)   |

### Albums
| Titre   | Détails sur l'album | Meilleures positions | Ventes         |
| Titre   | Détails sur l'album | KOR                  | Ventes         |
| ------- | --- | -------------------- | -------------- |
| Gallery | - Sortie: 7 décembre 2015 - Réédition: 25 janvier 2016 (Limited Edition) - Label: Seven Seasons, CJ E&M Music and Live - Format: CD, téléchargement en ligne | 4                    | - COR: 34,256+ |

### Singles

#### Chansons classées (comme artiste principal)
| Titre                                                                 | Année | Meilleure position | Ventes            | Album                               |
| Titre                                                                 | Année | KOR                | Ventes            | Album                               |
| --------------------------------------------------------------------- | ----- | ------------------ | ----------------- | ----------------------------------- |
| Oasis (avec Pia)                                                      | 2012  | 85                 | —                 | Golden Time Soundtrack              |
| Brilliant Is (avec Geeks, Mad Clown, Swings, SKULL, Double K et Zizo) | 2013  | 75                 | —                 | Brilliant is                        |
| Tough Cookie (ft. Don Mills)                                          | 2014  | 13                 | - KOR: 293,617+   | single sans album                   |
| Well Done (ft. Ja Mezz)                                               | 2015  | 9                  | - KOR: 165,891+   | single sans album                   |
| It Hurts (avec Sojin)                                                 | 2015  | 12                 | - KOR: 478,049+   | OST de Mask                         |
| moneyflow (avec Mino et Paloalto)                                     | 2015  | 7                  | - KOR: 348,049+   | Show Me the Money 4: épisode 3      |
| Okey Dokey (avec Mino)                                                | 2015  | 9                  | - KOR: 762,975+   | Show Me the Money 4: épisode 6      |
| Dark Panda (avec Hyorin et Paloalto)                                  | 2015  | 39                 | - KOR: 72,693+    | single sans album                   |
| Turtle Ship (Remix) (avec Paloalto, G2, B-Free et Okasian)            | 2015  | 23                 | - KOR: 135,551+   | single sans album                   |
| Say Yes or No (avec Penemeco et The Quiett)                           | 2015  | 3                  | - KOR: 391,358+   | Gallery                             |
| Boys and Girls (ft. Babylon)                                          | 2015  | 1                  | - KOR: 1,350,836+ | Gallery                             |
| Day (ft. JTONG)                                                       | 2015  | 5                  | - KOR: 202,995+   | Gallery                             |
| Eureka (ft. Zion.T)                                                   | 2015  | 1                  | - KOR: 909,211+   | Gallery                             |
| Pride and Prejudice (ft. Suran)                                       | 2015  | 14                 | - KOR: 191,850+   | Gallery                             |
| Veni Vidi Vici (ft. DJ Wegun)                                         | 2015  | 20                 | - KOR: 137,393+   | Gallery                             |
| I Am You, You Are Me                                                  | 2016  | 1                  | - KOR: 1,096,926+ | Break Up 2 Make Up (single digital) |
| It Was Love (ft.Luna des f(x))                                        | 2016  | 5                  | - KOR: 622,376+   | Break Up 2 Make Up (single digital) |

#### Chansons classées (comme artiste secondaire)
| Année | Titre        | Artiste(s)             | Meilleure position | Meilleure position      | Ventes          | Album                                |
| Année | Titre        | Artiste(s)             | KOR                | Billboard K-Pop Hot 100 | Ventes          | Album                                |
| ----- | ------------ | ---------------------- | ------------------ | ----------------------- | --------------- | ------------------------------------ |
| 2013  | Red Lipstick | Hyorin (ft. Zico)      | 12                 | 40                      | KOR: 98,771+    | Love & Hate                          |
| 2014  | Beautiful    | Park Bo-ram (ft. Zico) | 2                  | —                       | KOR: 1,047,559+ | Beautiful                            |
| 2014  | That XX      | Oltii (ft. Zico)       | 39                 | —                       | KOR: 192,078+   | Show Me the Money 3: Bobby vs Olltii |
| 2015  | Oasis        | Crush (ft. Zico)       | 5                  | —                       | KOR: 868,532+   | Oasis                                |
| 2015  | Traveler     | f(x) (ft. Zico)        | 24                 | —                       | KOR: 58,057+    | 4 Walls                              |
| 2015  | Pour Up      | Dean (ft. Zico)        | 96                 | —                       | KOR: 25,562+    | —                                    |
| 2015  | Picnic       | Dynamic Duo (ft. Zico) | 23                 | —                       | KOR: 97,964+    | Grand Carnival                       |

#### Autres singles
| Année | Morceau                       | Artiste                                                                                 | Album                                     |
| ----- | ----------------------------- | --------------------------------------------------------------------------------------- | ----------------------------------------- |
| 2010  | And The Winner Is…            | Cho PD (ft. Zico et Outsider)                                                           | Part 1 - State of the Art                 |
| 2010  | Outsider                      | Jeong Sulgi (ft. Zico)                                                                  | Miss Terious                              |
| 2010  | It's All An Act               | Jeong Sulgi (ft. Zico)                                                                  | Finally In Place                          |
| 2010  | Map Music                     | Cho PD et Verbal Jint (ft. Zico)                                                        | 2 The Hard Way                            |
| 2010  | Hero                          | Bizniz (ft. Zico, Park Kyung, L.E.O., Basick, Pento, J.kyun, SQ, Huckleberry P, B-Free) | Ego                                       |
| 2010  | Faddy Robot Foundation        | Vasco, Verbal Jint, Sangchu, Outsider, Yong Jun-hyung, Joosuc, Hyuna, Zico              | Charity Single                            |
| 2011  | Life Goes On                  | Hanhae (ft. Zico)                                                                       | Eargasm                                   |
| 2011  | Take It Off                   | Hanhae (ft. Zico)                                                                       | Eargasm                                   |
| 2011  | Finale 2011                   | Scotch VIP (ft. Zico, Jay Moon, Yammo, VEE X KILLA, Qwala, Mino, Hanhae, Park Kyung)    | Wake Up                                   |
| 2011  | Mic Ceremony                  | i11evn (ft. Zico)                                                                       | The Next Top 5                            |
| 2011  | Bachelor Monkey               | Verbal Jint                                                                             | Go Easy                                   |
| 2011  | Just Follow Me                | Hyuna (ft. Zico et Dok2)                                                                | Bubble Pop!                               |
| 2012  | Manipulating Women            | Giriboy (ft. Zico, Gganmo)                                                              | Fatal Album II                            |
| 2012  | Hot MC                        | J.Kyun (제이켠) (ft. Zico)                                                              | These Days I Just                         |
| 2012  | Pride                         | Fame-J (ft. San E, Jo Hyuna, Okasian, New Champ, Zico)                                  | —                                         |
| 2012  | Out of Breath (Remix)         | Geeks (featuring Ugly Duck, Fana(화나), Zion.T, Crucial Star, Zico, and DJ Dopsh)       | In the Morning (2nd Mini-album Repackage) |
| 2012  | Give and Take                 | JJK (ft. Zico)                                                                          | Arrival                                   |
| 2013  | Feel So Young (Doraego Remix) | Crush, Ugly Duck, et Zico                                                               | —                                         |
| 2013  | Show StopperS (Remix)         | FANA (화나) (ft. Zico, Andup, Gganmo, Louie, UglyDuck, TakeOne, Psycoban, DJ Wegun)     | FANAttitude                               |

## Crédits musicaux

### Crédits pour une production complète
| Artiste(s)               | Informations sur le morceau |
| ------------------------ | --- |
| Offroad (오프로드)       | - Head Banging |
| Block B                  | - Nillili Mambo - Blockbuster - Mental Breaker - Blockbuster - Movie's Over - Blockbuster - Very Good avec Poptime- Very Good - Be the Light avec Poptime- Very Good - Nice Day avec Poptime- Very Good - HER- H.E.R. |
| D-Unit                   | - Talk to My Face - D-Unit's Affirmative Chap. 1 |
| Block B - Bastarz        | - Zero For Conduct - Zero For Conduct |
| One, Mino, Andup, Jamezz | - Turtle Ship |
| Mino ft. Taeyang         | - Fear |

### Crédits partiels
| Artiste(s)           | Morceau      | Rôle                            |
| -------------------- | ------------ | ------------------------------- |
| Block B              | NalinA       | co-parolier, co-compositeur     |
| Block B              | Very Good    | parolier                        |
| Block B              | Movie's Over | co-compositeur avec Kye Bum-Joo |
| D-Unit ft. Beenzino  | Thank You    | compositeur                     |
| Park Bo Ram ft. Zico | Beautiful    | parolier[115]                   |

### Émissions
| Année | Émission                  | Chaîne      | Note                                                   |
| ----- | ------------------------- | ----------- | ------------------------------------------------------ |
| 2012  | The Show                  | SBS MTV     | Saison 2 avec P.O                                      |
| 2014  | Fashion King Korea        | SBS         | Saison 2 avec P.O                                      |
| 2015  | Show Me the Money 4       | Mnet        | Team 'Hi-Lite Records' avec Paloalto                   |
| 2016  | Weekly Idol               | MBC Every 1 | Épisode 244 avec les membres de Block B                |
| 2016  | Infinite Challenge        | MBC         | Épisodes 472, 474-475                                  |
| 2016  | Happy Together            | KBS2        | Épisode 441, Close friend special avec Choi Tae-joon   |
| 2016  | Celebrity Bromance        | MBig TV     | Saison 2 avec Choi Tae-joon                            |
| 2016  | Running Man               | SBS         | Épisode 299 - Center Race (vainqueur avec Song Ji-hyo) |
| 2016  | You Hee-yeol's Sketchbook | KBS2        | Épisode 301                                            |
| 2017  | You Hee-yeol's Sketchbook | KBS2        | Épisodes 374 - 379 avec Crush, Penomeco et autres.     |
| 2017  | Show Me the Money 6       | Mnet        | Team avec Dean                                         |
| 2018  | You Hee-yeol's Sketchbook | KBS2        | Épisode 404                                            |
| 2020  | I-land                    | Mnet, tvN   |                                                        |
| 2022  | Street Man Fighter        | Mnet        | Episode 2 "Class" mission                              |
| 2022  | Chain Reaction            |             | Animateur avec Yoo In Na, Lee Jin Ho, Nam Yu Jeong     |
| 2023  | No Match School Trip      | SBS         | Membre régulier avec D.O, Crush et autres.             |
| 2024  | The Seasons               | KBS 2TV     | Animateur                                              |

## Récompenses
| Année | Prix                                   | Catégorie                               | Travail nommé                                  | Résultat   |
| ----- | -------------------------------------- | --------------------------------------- | ---------------------------------------------- | ---------- |
| 2011  | 2011 HipHopPlaya (힙합플레이야) Awards | Featuring de l'année                    | Zico                                           | Nomination |
| 2012  | 2012 HipHopPlaya (힙합플레이야) Awards | Featuring de l'année                    | Zico                                           | Nomination |
| 2012  | 2012 HipHopPlaya (힙합플레이야) Awards | Mixtape de l'année                      | Zico on the Block 1.5                          | Lauréat    |
| 2013  | 2013 HipHopPlaya (힙합플레이야) Awards | Collaboration de l'année                | Feel So Young (Remix) (avec Ugly Duck & Crush) | Lauréat    |
| 2014  | 2014 MBC Entertainment Awards          | Popularity Award - Music/Talk Show      | Zico (avec Minho & Sohyun)                     | Lauréat    |
| 2014  | KMC Awards 2014                        | Meilleure chanson rap                   | Tough Cookie                                   | Lauréat    |
| 2015  | MelOn Music Awards                     | Hot Trend Award                         | Fear Song Min-Ho (feat. Taeyang)               | Nomination |
| 2015  | MelOn Music Awards                     | OST Award                               | It Hurts (with Sojin)                          | Nomination |
| 2015  | MelOn Music Awards                     | R&B/Soul Award                          | Oasis Crush (feat. Zico)                       | Nomination |
| 2015  | 25th Seoul Music Awards                | Bonsang Award                           | Boys and Girls                                 | Nomination |
| 2015  | 25th Seoul Music Awards                | Bonsang Award                           | It Hurts (avec Sojin)                          | Nomination |
| 2015  | 25th Seoul Music Awards                | Prix de popularité                      | Boys and Girls                                 | Nomination |
| 2015  | 25th Seoul Music Awards                | Prix de popularité                      | It Hurts (avec Sojin)                          | Nomination |
| 2015  | 2015 HipHopPlaya Awards                | Artiste de l'année                      | Zico                                           | Nomination |
| 2015  | 2015 HipHopPlaya Awards                | Rookie de l'année                       | Zico                                           | Nomination |
| 2015  | 2015 HipHopPlaya Awards                | Fashion Icon of the Year                | Zico                                           | Lauréat    |
| 2015  | Korean Music Awards                    | Meilleure chanson R&B & Soul            | 풀어 (Pour Up) Dean (feat. Zico)               | Lauréat    |
| 2016  | 5e Gaon Chart K-Pop Awards             | Artiste de l'année (chanson) - novembre | Boys and Girls                                 | Lauréat    |
| 2016  | 5e Gaon Chart K-Pop Awards             | Chanteur populaire de l'année           | Zico                                           | Nomination |

### Victoires sur des programmes musicaux

#### Inkigayo
| Année | Date        | Chanson        |
| ----- | ----------- | -------------- |
| 2015  | 15 novembre | Boys and Girls |

## Vie personnelle
Zico est catholique et a le prénom de baptême « Jean l'Apôtre » tatoué sur sa poitrine à côté d'un portrait de sa mère, et on peut lire en dessous « God save Paulus ». Il a un frère aîné, Taewoon, qui est un ex-membre du groupe Speed. Zico a étudié au Dong-Ah Institute of Media and Arts University (une université technique spécialisée dans le design multimédia, la production et la communication) entre 2013 et le 13 février 2015.